# Gérasa

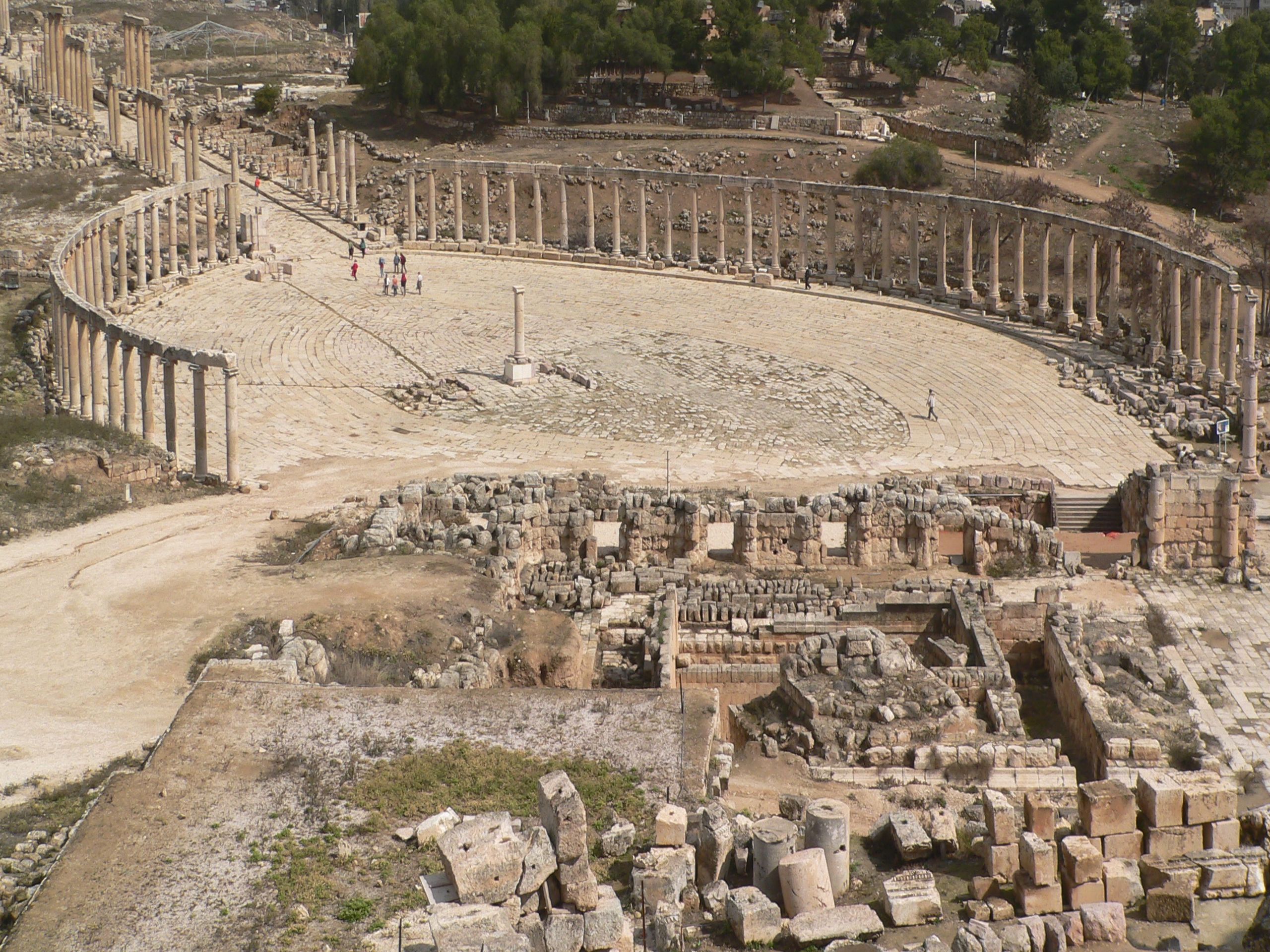
Fórum romano na cidade de Gérasa

Gérasa (em árabe: جرش; romaniz.: Jerash) é uma cidade com mais de três mil anos de história, localizada no norte da Jordânia. A descoberta de seu sítio arqueológico se deu por um acadêmico alemão no ano de 1908. Gérasa está localizada a 45 km a norte de Amã, cidade da Decápole (confederação de dez cidades greco-romanas do primei mero século a.C.), e foi construída na época helenística por um dos generais de Alexandre Magno no século III a.C. Chegou a ter 100 mil habitantes - 80 mil escravos e 20 mil habitantes livres.
Esta cidade teria sido visitada por Jesus durante o episódio conhecido como Jesus exorcizando o geraseno.